# Отровната гъба
Отровната гъба (на немски: Der Giftpilz) е книга за деца, публикувана от Юлиус Щрайхер през 1938 г.
Книгата е предназначена за антисемитска пропаганда. Текстът е от Ернст Хаймер, с илюстрации от Филип Рупрехт (известен също като Fips).
Предназначението на книгата е да образова децата за евреите. В поредица от разкази, тя представя как да се разграничават евреите от неевреите. Също така, книгата предупреждава децата да не се доверяват на еврейските си съученици, или на евреите, които са приели християнството. В исторически дискурс, книгата представя всички средновековни предубеждения към евреите като кръвната обида и т.н.